# 타오위안 버스
타오위안 버스(영어: Taoyuan Bus Company, Ltd., 중국어 정체자: 桃園汽車客運股份有限公司, 병음: Táoyuán qìchē kèyùn gǔfèn yǒuxiàn gōngsī)는 1903년에 설립된 버스 운수업체이고, 본사는 타이완 타오위안시에 있다.

## 연혁
- 1903년: 회사 설립

## 운행 지역
- 타오위안시: 전체 구역
- 타이베이시: 중정구, 다통구, 스린구, 중산구, 쑹산구, 네이후구, 신이구
- 신베이시: 신좡구, 산충구, 린커우구, 삼협구, 잉거구, 투청구, 반차오구, 수린구
- 신주현: 신펑향, 광시향